# ارين سبنسر
ارين سبنسر (بالإنجليزية: Warren Spencer)‏ هو سياسي أمريكي، ولد في 22 أغسطس 1921 في الولايات المتحدة، وتوفي في 1 مارس 1991 في ستيوارت في الولايات المتحدة. حزبياً، نشط في الحزب الجمهوري. وقد انتخب عضو مجلس نواب بنسيلفانيا.